# Knjižni fondovi školske biblioteke
U školskoj biblioteci fondovi se formiraju se putem kupovine, razmene i poklona. Pri nabavci se vodi računa o listi prioriteta, s obzirom na ciljeve i zadatke obrazovanja, a pre svega na materijalnu mogučnost škole. Velika opreznost pri nabavki građe u školskoj biblioteci neophodna je, iz više razloga:
1. potrebno je da se pokrije broj predmeta (u proseku 15)
2. da se zadovolje potrebe raznorodnosti nastavno – vaspitnih oblasti
3. da se zadovolji različitost građe pokrivene jednim programom
4. da se zadovolje želje nastavnog osoblja i učenika

Neophodno je formirati:
1. koncepciju nabavke sa dužom upotrebnom vrednošću
2. godišnje programe nabavke, koji su deo plana škole

U izradi ovih dokumenata učestvuju učenici i nastavnici individualno, ali i stručni saradnici škole, kao i dorektor. Na osnovu ovih dokumenata formira se komisija za nabavku, koju čine predstavnici svih učesnika u obrazovanju. Komisija se sastaje šeriodično. 
Komisija za nabavku posle izrade koncepcije i na osnovu nje predlaže godišnji program nabavke. Pri tom, vodi računa o normativu nastavnih sredstava, finansijskim mogućnostima škole, kao i željama svih učenika. Na osnovu pomenutih činjenica komisija sačinjava konkretan plan nabavke, sa prioritetima.
Nstavni paket sastoji se od više raznovrsnih, a pre svega adekvatnih izvora znanja za pojedinačne delove nastavnih sadržaja, nastavne teme, tačnije nastavne celine.
Ovakav paket ne svodi se samo na jednu vrstu izvora znanja, jer je on adekvatan za različite sadržaje. Za određenu nastavnu temu nastavnici dobijaju, od proizvođača nastavnih sredstava, paket izvora znanja (tekstualnih, auditivnh, audiovizuelnih, trodimenzionalni materijal sa odgovarajučpm opremom za rad, kako bi se određena tema na što bolji način predstavila učenicima.
Na ovaj način nastoji se da se nastavnici oslobode zanatskog izrađivanja opreme, za potrebe nastave, što je podrazumevalo da sami pišu i umnožavaju tekstove, crtaju slike i prave konkretne predmete.
Nova dostignuća u nauci i struci, reforma obrazovanja i razvoj tehnologije obrazovanja nameću stalnu reviziju izvora i sredstava informacija dobijenih industrijskom proizvodnjom, ili izrađena u školi.
Bogati fondovi i raznovrsne usluge u službi nastave pomažu učenicima u savlađivanju nastavnog gradiva, proširivanju znanja, razvijanju veština. Nastavnicima pružaju podršku u radu, omogućavaju stručno usavršavanje i poboljšavanje načina izvođenja nastave iz svih školskih predmeta.
Za razliku od objedinjenog bibliotečkog fonda srednje škole, u osnovnim školama fond je podeljen na učenički i nastavnički, sređen po UDK grupama, odnosno tematsko-sadržajnim celinama koje su radi veće preglednosti odvojene međašima. Beletristika se razvrstava u tri grupe prema uzrastu učenika: od 7 do 8 godina, od 8 do 12 i preko 12 godina. Sa ciljem da se utvrdi aktuelno stanje u školskim bibliotekama urađena je analiza fonda – monografskih i serijskih publikacija.